# الغواصة يو-11 (النمسا-المجر)
يو-11 غواصة ألمانية من فئة غواصات يو-10 خدمت في البحرية النمساوية المجرية خلال الحرب العالمية الأولى، نقلت إلى البحرية النمساوية المجرية في 18 يونيو 1915 حيث حملت أسم يو-11. كانت الفئة مشابهًة للغواصة الألمانية من فئة يو بي1 التابعة للبحرية الإمبراطورية الألمانية وتجهيزها باسم يو بي-15.
تم بناءها في ألمانيا وشحنها بالسكك الحديدية إلى بولا، حيث تم تجميعها وإطلاقها. تم تكليفها في البحرية الإمبراطورية الألمانية في أبريل وأغرقت في غواصة إيطالية في يونيو. تم تسليم القارب إلى النمسا والمجر وتم تكليفها باسم يو-11 في 14 يونيو. في أوائل عام 1916، أطلقت النار على غواصة بريطانية لكنها أفلتت منها. بعد انتهاء الحرب، تم تسليم يو-11 إلى إيطاليا كتعويض للحرب وتم إعطابها في بولا بحلول عام 1920.

## التاريخ التشغيلي

### يو بي-15
تم تكليف يو بي-15 في البحرية الإمبراطورية الألمانية في 11 أبريل. تم تعيين ضابط في البحرية النمساوية المجرية على الغواصة لأغراض التجريب والتدريب. في 10 يونيو، قامت بأغراق الغواصة الإيطالية ميدوسا قبالة بورتو دي بيافي فيكيا في شمال البحر الأدرياتيكي. مثل جميع الغواصات من الفئة يو بي 1 ويو-10، تم تجهيز يو بي-15 بخزانات تعويض.

### يو بي-11
في 18 يونيو، تم تسليم يو بي-15 إلى البحرية النمساوية الهنغارية وتم تكليفها تحت أسم يو-11. احتفظ فريق يو-11 بطاقمه الألماني حتى 18 يونيو 1916، عندما تم استبدالهم بطاقم نمساوي مجري. في أوائل عام 1916، هاجمت يو-11 الغواصة البريطانية أتش أم أس بي8 بنجاح في خليج كفارنير. لم تغرق أي سفن أثناء خدمتها في البحرية النمساوية المجرية، U-11 sank no ships in her Austro-Hungarian service, وتم تسليمها إلى إيطاليا كتعويض عن الحرب وأعطبت في بولا بحلول عام 1920.